# ایلوکوس جنوبی
ایلوکوس جنوبی یا ایلوکوس سور (Ilocos Sur) یکی از استان‌های کشور فیلیپین است. این استان در شمال این کشور قرار گرفته است و بخشی از جزیره لوزون به شمار می‌رود.
مرکز این استان شهر ویگان سیتی است. جمعیت آن بیش از پانصد و نود هزار نفر است. مساحت این استان کمتر از دو هزار و ششصد کیلومتر مربع است .

## نگارخانه

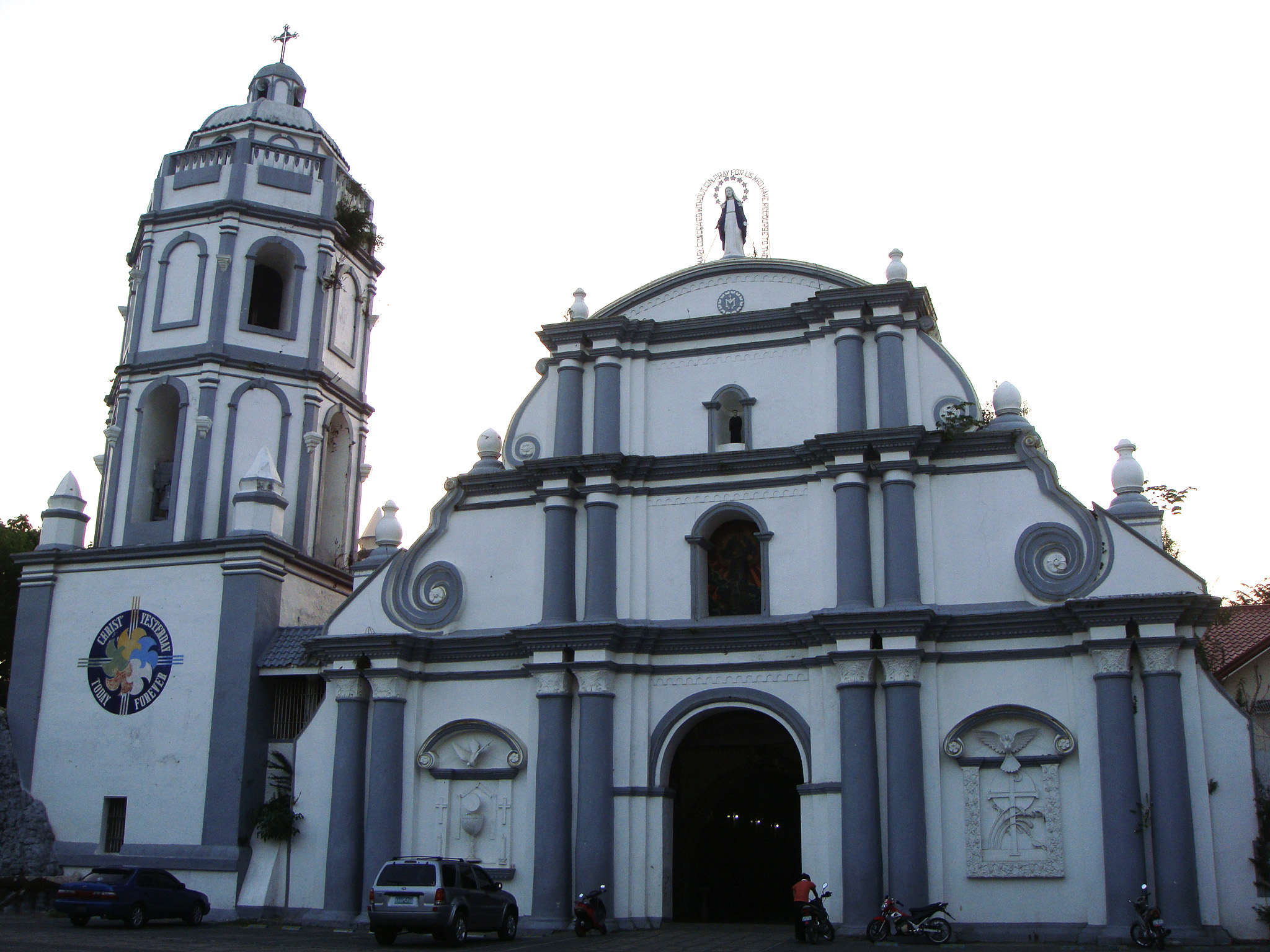
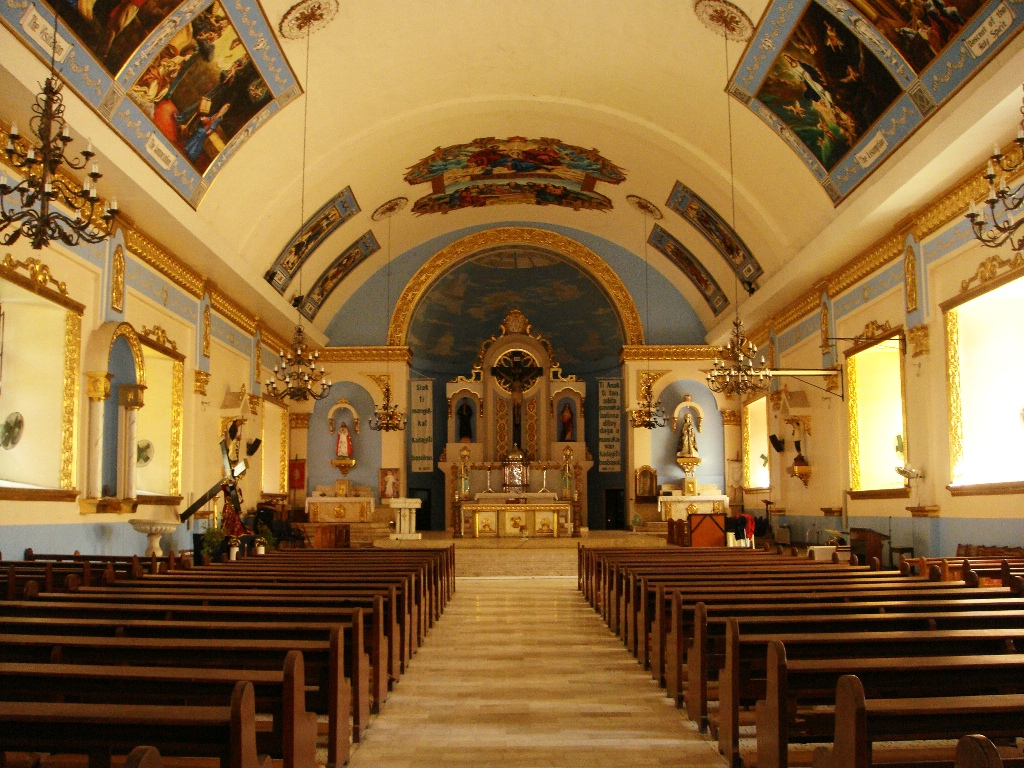
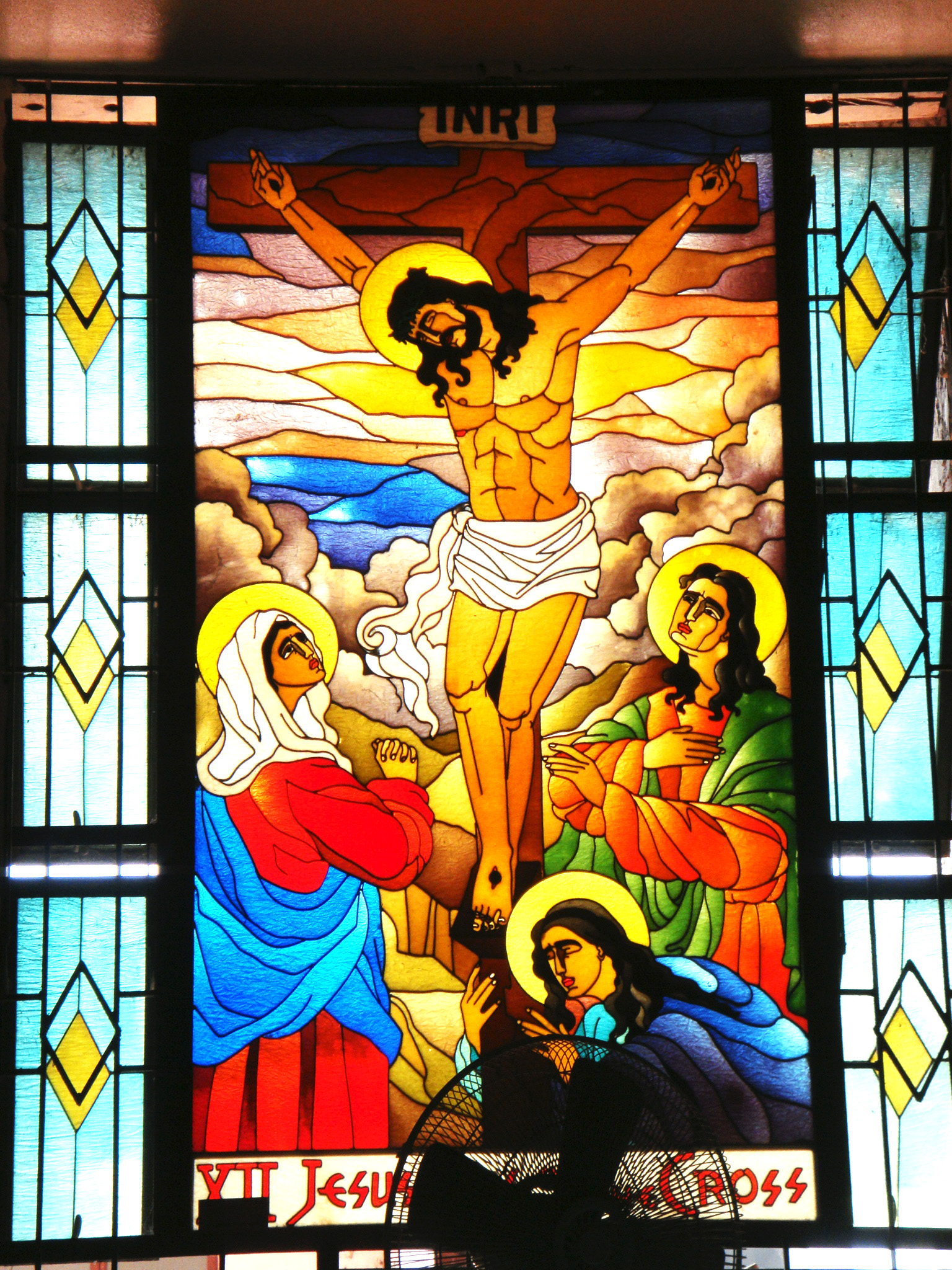
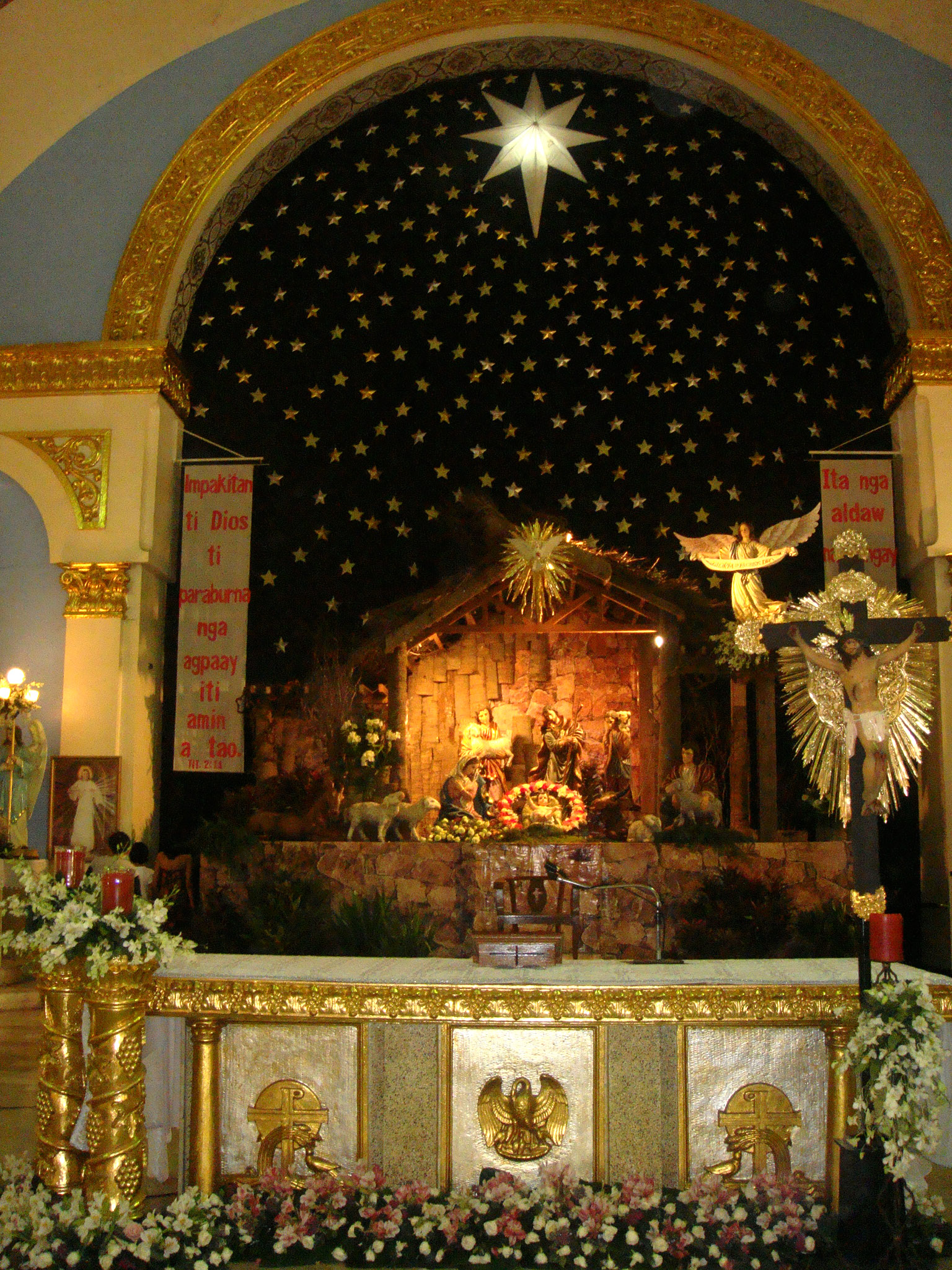
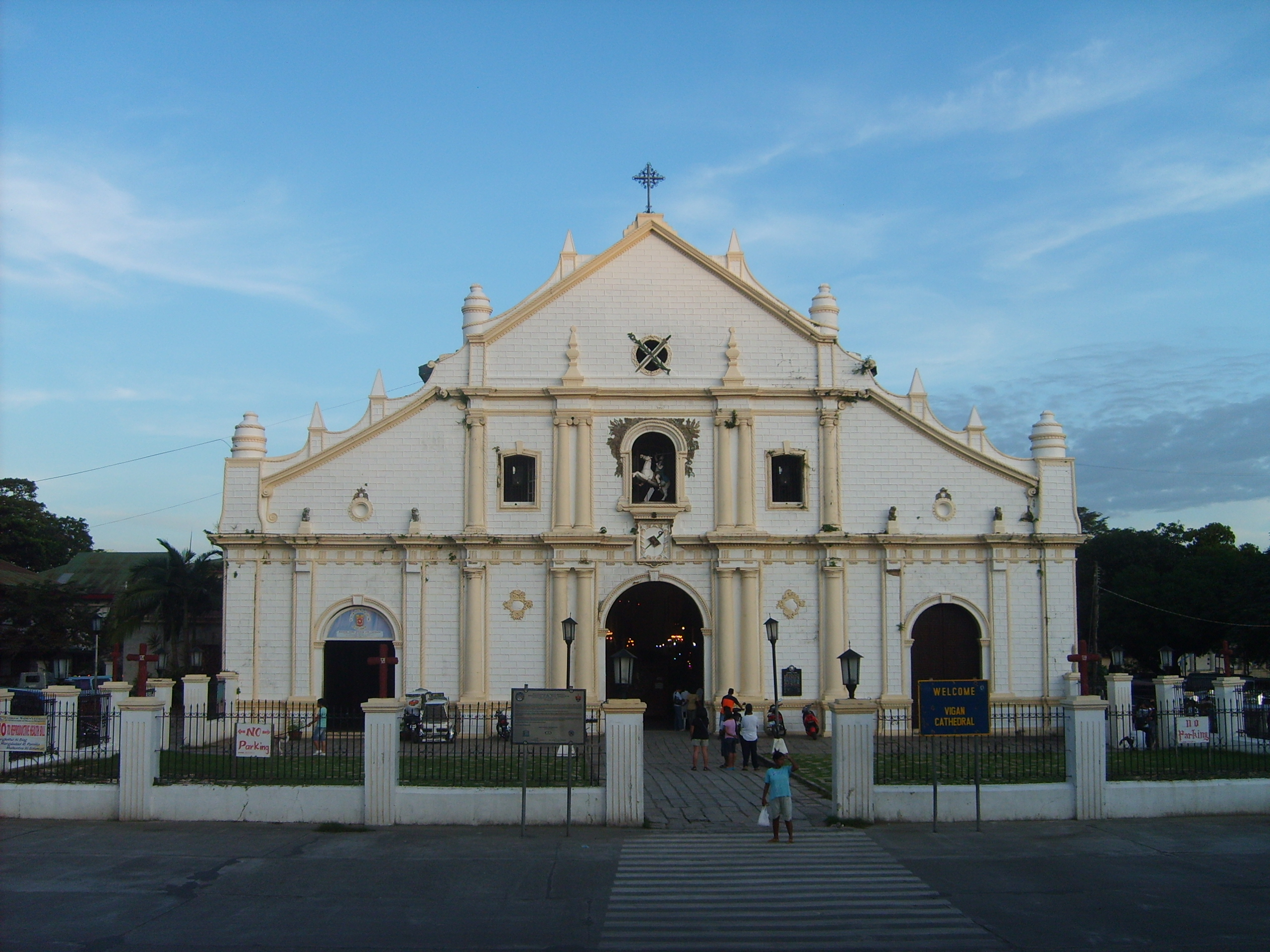
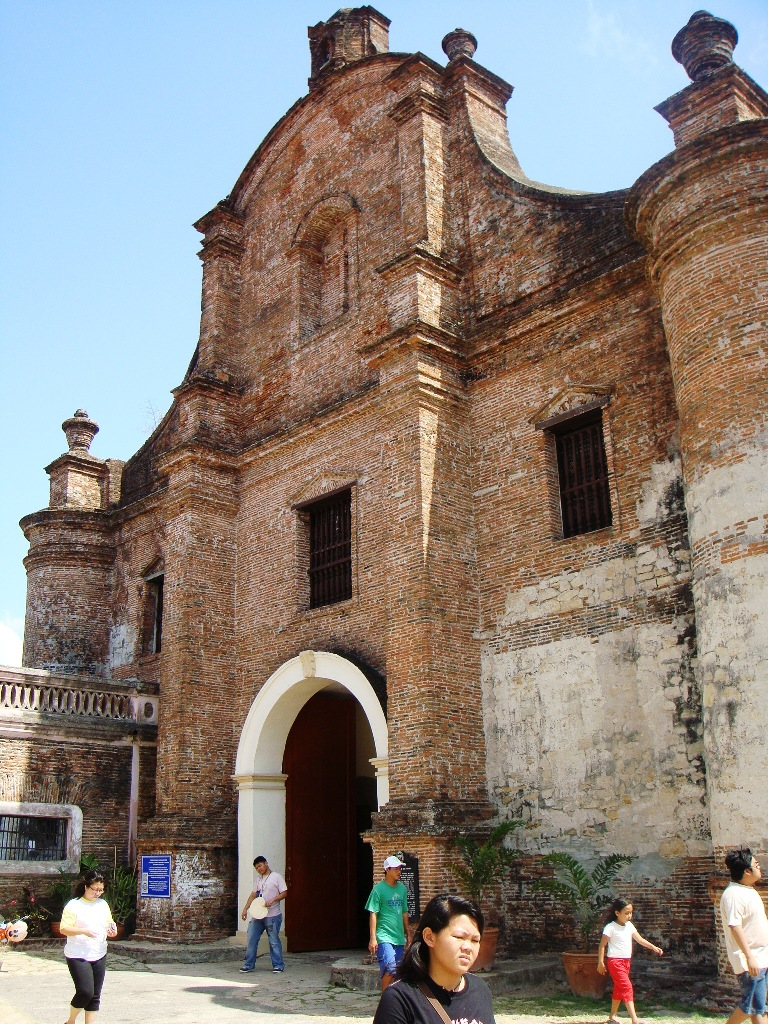
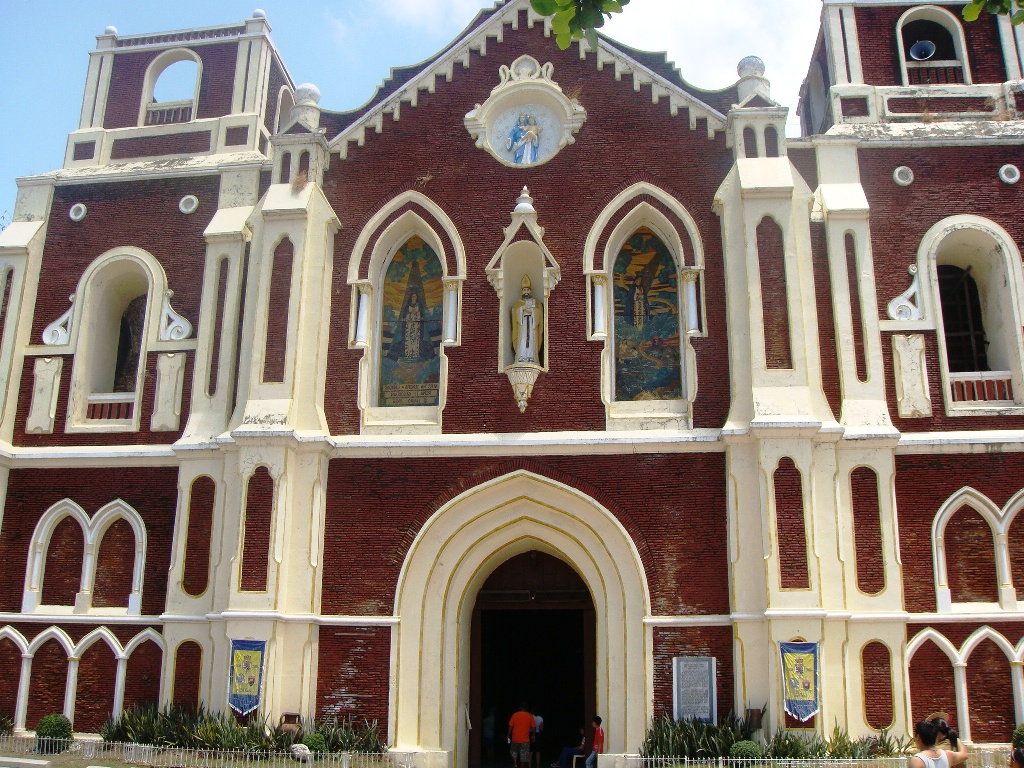
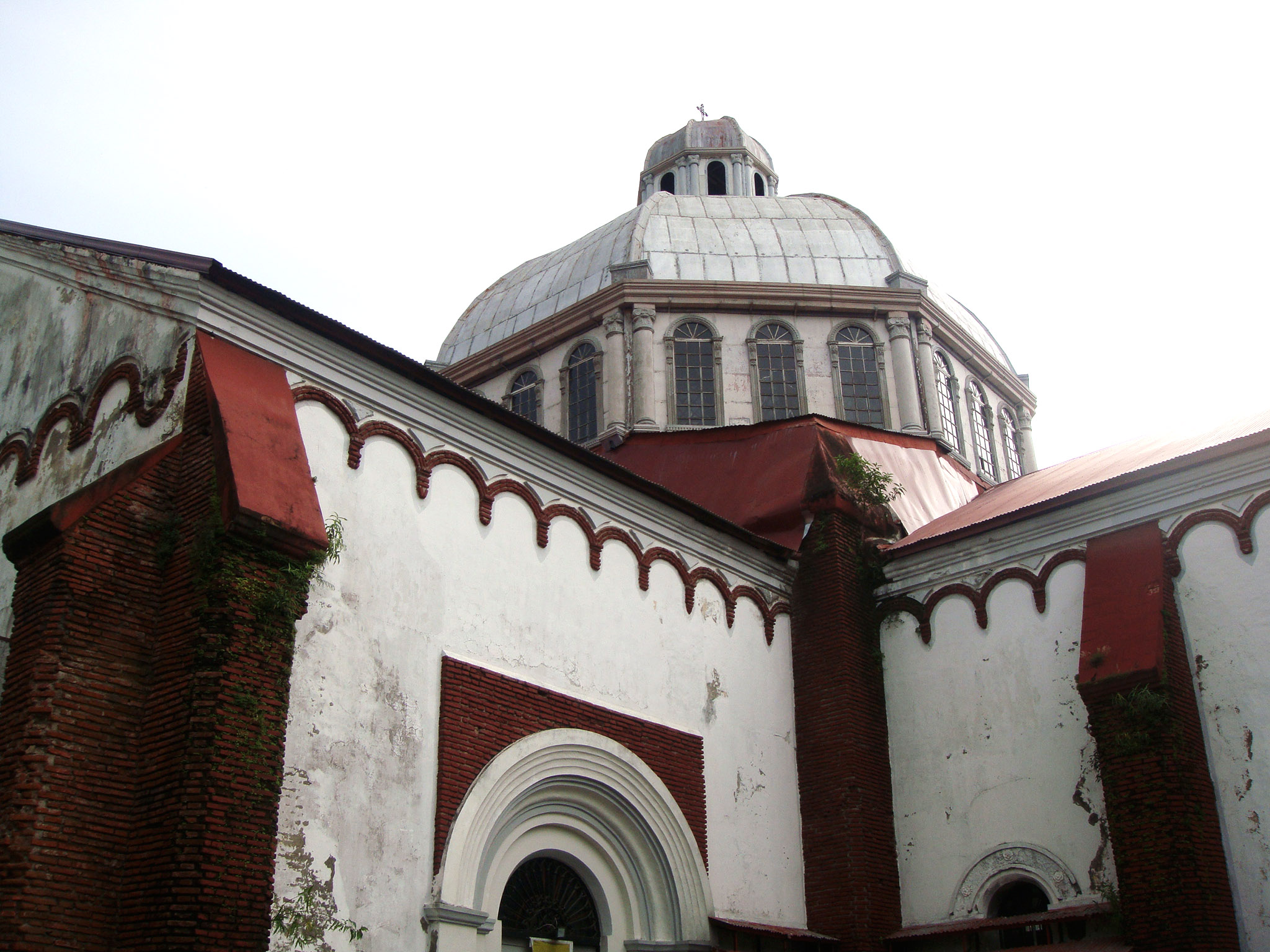
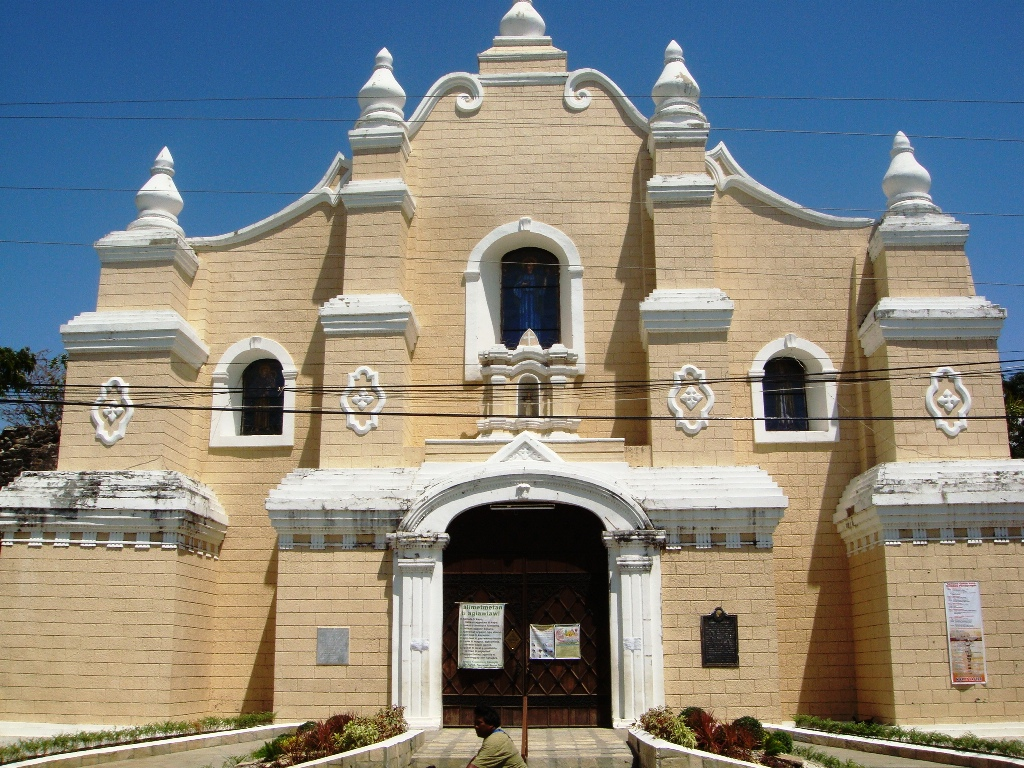